# زیمرسهوفن
زیمرسهوفن (به آلمانی: Simmershofen) یک شهر در آلمان است که در نوی‌شتات واقع شده‌است. زیمرسهوفن ۹۷۰ نفر جمعیت دارد.